# Marco Donadel
Marco Donadel (født 21. april 1983) er en italiensk tidligere fodboldspiller, der sidst spillede for Montreal Impact i Major League Soccer. Donadel spillede som regel på den defensive eller centrale midtbane.

## Klubkarriere

### Milan
Donadel kommer fra AC Milans ungdomsrækker og spillede her 1998-2002. Han fik sin debut på Milans førstehold i Serie A i marts 2001 og fik i den følgende sæson også spilletid i UEFA Cup og Coppa Italia.
I sommeren 2002 blev han udlånt til Lecce.
I juni 2003 blev Donadel solgt til Parma i et såkaldt delt ejerskab. Han fik 24 kampe i Parma, inden Milan købte ham tilbage igen i 2004. De lånte ham derpå ud til Sampdoria,

### Fiorentina
I januar 2005 blev han udlejet til Fiorentina, der samme sommer gav ham en fireårig kontrakt, som senere blev forlænget. Han spillede i alt 184 kampe for Fiorentina i Serie A.

### Napoli
Efter udløbet af kontrakten i Fiorentina i sommeren 2011 skrev Donadel kontrakt med Napoli, men her opnåede han kun fire serie A-kampe, og i 2013 blev han lejet ud til Verona, hvor spillede 23 kampe i den sæson, han var der.

### Montreal Impact
Efter kontraktudløbet i Napoli kom Donadel til prøvetræning i Montreal Impact, og han fik kontrakt med denne klub fra 1. december 2014. Her spillede han resten af sin karriere, der sluttede, da han i 2018 ikke fik fornyet sin kontrakt med klubben. Undervejs var han i 2014-2015 med til at føre Montreal til finalen i CONCACAF Champions League som det første canadiske hold nogensinde.

## Landsholdskarriere
Donadel spillede på alle Italiens ungdomslandshold fra U/15 til U/21. Han opnåede 31 kampe på sidstnævnte i perioden 2004-2006, og han var her med på holdet, der vandt guld ved U/21-EM 2004. Han deltog også på det italienske hold ved OL 2004 i Athen. Han var indskifter i alle Italiens indledende kampe, men spillede derpå fra start i resten af kampene (kvartfinale mod Mali, semifinale mod Argentina samt kampen om tredjepladsen mod Irak, som Italien vandt 1-0. Dermed fik Italien og Donadel bronzemedaljer, mens Argentina vandt guld foran Paraguay.
Donadel fik aldrig chancen på Italiens A-landshold.